# Flagnac
Flagnac – miejscowość i gmina we Francji, w regionie Oksytania, w departamencie Aveyron. W 2013 roku populacja gminy wynosiła 1094 mieszkańców. Przez teren gminy przepływa rzeka Lot. 

## Zabytki
Zabytki w miejscowości posiadające status monument historique:
- zamek w osadzie Pagax (fr. Château de Pagax)